# Linia kolejowa Velký Osek – Choceň
Linia kolejowa Velký Osek – Choceň – jednotorowa, zelektryfikowana linia kolejowa w Czechach. Łączy Velký Osek i Choceň przez Chlumec nad Cidlinou i Hradec Králové. Przebiega przez trzy kraje: środkowoczeski, hradecki i pardubicki.